# Aventures (Calvino)
Pour les articles homonymes, voir Aventure (homonymie).
Aventures est un recueil de nouvelles d'Italo Calvino publié en 1958. Il contient une quinzaine de courtes nouvelles décrivant les aventures, généralement à caractère sentimental, de divers personnages (un voyageur, un lecteur, un bandit…). Les péripéties auxquelles ils font face sont souvent légères et le terme « aventure » ne désigne souvent qu'un « mouvement intérieur, l'histoire d'un état d'âme ».
Ces récits, intitulés Les Amours difficiles, sont complétés par trois écrits de taille plus importante, des romans courts rassemblés sous le titre La Vie difficile. Leurs titres sont La fourmi argentine (1952), La spéculation immobilière (1957) et Le nuage de smog (1958).
En 1962, Nino Manfredi adapte une des nouvelles, L’aventure d’un soldat, au cinéma, pour un des épisodes du film Les Amours difficiles.